# Campeonato Mundial de Triatlón Ironman 70.3 de 2011
El VI Campeonato Mundial de Triatlón Ironman 70.3 fue una competición celebrada en 2011 y que se celebró en el Lago Las Vegas en Las Vegas, Nevada el 11 de septiembre de 2011. Fue patrocinada por la Cuerpo de Marines de los Estados Unidos y organizado por la World Triathlon Corporation. La carrera del campeonato fue la culminación de la serie Ironman 70.3, unas carreras que se produjeron a partir del 1 de octubre de 2010 hasta el 15 de agosto de 2011. Los atletas, tanto profesionales como aficionados, se ganaron un lugar en el campeonato al clasificarse en las carreras celebradas durantes las fechas anteriores. El Campeonato de 2011 fue el primer año que la carrera no se llevó a cabo en Clearwater, Florida, que había acogido la carrera desde su creación en 2006.

## Medallistas

### Masculino
| Pos.    | Tiempo (h:mm:ss) | Nombre          | País           | Tiempos (h:mm:ss) | Tiempos (h:mm:ss) | Tiempos (h:mm:ss) | Tiempos (h:mm:ss) | Tiempos (h:mm:ss) |
| Pos.    | Tiempo (h:mm:ss) | Nombre          | País           | Natación          | T1                | Bici              | T2                | Atletismo         |
| ------- | ---------------- | --------------- | -------------- | ----------------- | ----------------- | ----------------- | ----------------- | ----------------- |
|         | 3:54:48          | Craig Alexander | Australia      | 24:45             | 2:34              | 2:14:47           | 0:53              | 1:11:51           |
|         | 3:58:03          | Chris Lieto     | Estados Unidos | 24:51             | 2:31              | 2:10:36           | 1:11              | 1:18:56           |
|         | 3:58:42          | Jeff Symonds    | Canadá         | 24:47             | 2:27              | 2:16:55           | 1:01              | 1:13:33           |
| Fuente: |                  |                 |                |                   |                   |                   |                   |                   |

### Femenino
| Pos.    | Tiempo (h:mm:ss) | Nombre           | País           | Tiempos (h:mm:ss) | Tiempos (h:mm:ss) | Tiempos (h:mm:ss) | Tiempos (h:mm:ss) | Tiempos (h:mm:ss) |
| Pos.    | Tiempo (h:mm:ss) | Nombre           | País           | Natación          | T1                | Bici              | T2                | Atletismo         |
| ------- | ---------------- | ---------------- | -------------- | ----------------- | ----------------- | ----------------- | ----------------- | ----------------- |
|         | 4:20:55          | Melissa Rollison | Australia      | 28:27             | 2:29              | 2:27:58           | 0:49              | 1:21:14           |
|         | 4:26:52          | Karin Thürig     | Suiza          | 33:01             | 3:11              | 2:24:05           | 1:22              | 1:25:15           |
|         | 4:29:25          | Linsey Corbin    | Estados Unidos | 29:19             | 2:38              | 2:31:08           | 0:58              | 1:25:24           |
| Fuente: |                  |                  |                |                   |                   |                   |                   |                   |